# یواس‌اس سومتر (ای‌پی‌ای-۵۲)
یواس‌اس سومتر (ای‌پی‌ای-۵۲) (به انگلیسی: USS Sumter (APA-52)) یک کشتی بود که طول آن ۴۶۸ فوت ۸ اینچ (۱۴۲٫۸۵ متر) بود. این کشتی در سال ۱۹۴۲ ساخته شد.